# 空港通り駅
空港通り駅（くうこうどおりえき）は、香川県高松市寺井町にある、高松琴平電気鉄道琴平線の駅である。駅番号はK07。
高松市が駅近くにパークアンドライド用月極駐車場を整備したほか、付近には高松空港リムジンバス「空港通り一宮」バス停（北へ約400m）やタクシー乗り場（駅前）もあるなど、琴平線沿線から当駅を介した高松空港へのアクセス改善が図られている。

## 駅構造
単式ホーム1面1線を有する。ホームは線路南側。構内踏切がある。高松琴平電気鉄道では2012年現在、設置時期によって数種類の駅名標が混在しているが、当駅の駅名標は仏生山駅などに設けられたものと同じ最新デザインのものとなっている。

## 利用状況
| 1日乗降人員推移 | 1日乗降人員推移 |
| 年度            | 1日平均人数     |
| --------------- | --------------- |
| 2011年          | 940             |
| 2012年          | 1,009           |
| 2013年          | 1,093           |
| 2014年          | 1,137           |
| 2015年          | 1,211           |
| 2016年          | 1,260           |
| 2017年          | 1,317           |
| 2018年          | 1,330           |
| 2019年          | 1,305           |
| 2020年          | 1,104           |

## 駅周辺
- 国道193号（空港通り）

当駅は寺井高架橋直下に建設された。この高架橋は自転車・歩行者通行禁止のため、自転車・歩行者は当駅直下の地下道を通って線路を越えていた。しかし、当駅に構内踏切が設置されたため、地下道の通行はほとんどなくなった。それでも少数の利用者のために、冬季は「凍結注意」の看板が香川県によって掲示されている。
- 市営寺井団地
- ハローズ 仏生山店
- 香川日産自動車空港通り店
- ガスト高松三名店
- ジョイフル 三名店
- 天然温泉きらら

## 歴史
- 2006年（平成18年）7月29日 開業。

当初計画（同年9月）より前倒しの開業となった。また、琴平線の新駅は1956年の三条駅以来50年ぶり。

## バス路線
当駅開業に合わせ、ことでんバスの香川町コミュニティバスが「ことでん空港通り駅」停留所まで延伸されたが、2007年10月1日の路線変更により、停留所は廃止された。2019年1月現在、香川町コミュニティバスが「空港通り駅」停留所と南方の日生ニュータウン・天神・下倉方面を結んでいる。
同じくことでんバスの「空港通り一宮」停留所（高松空港リムジンバス路線）が徒歩圏内にある。

## その他
- 当駅設置前の仮名称は寺井駅。設置発表時に、空港通り駅として発表された。
- 当駅のホームは、栗林公園駅-一宮駅間の複線化用地とされていた場所に建設されており、島式ホームへ改造可能な構造にもなっていない。

## 隣の駅
高松琴平電気鉄道
■琴平線
仏生山駅（K06） - 空港通り駅（K07） - 一宮駅（K08）

## 画像

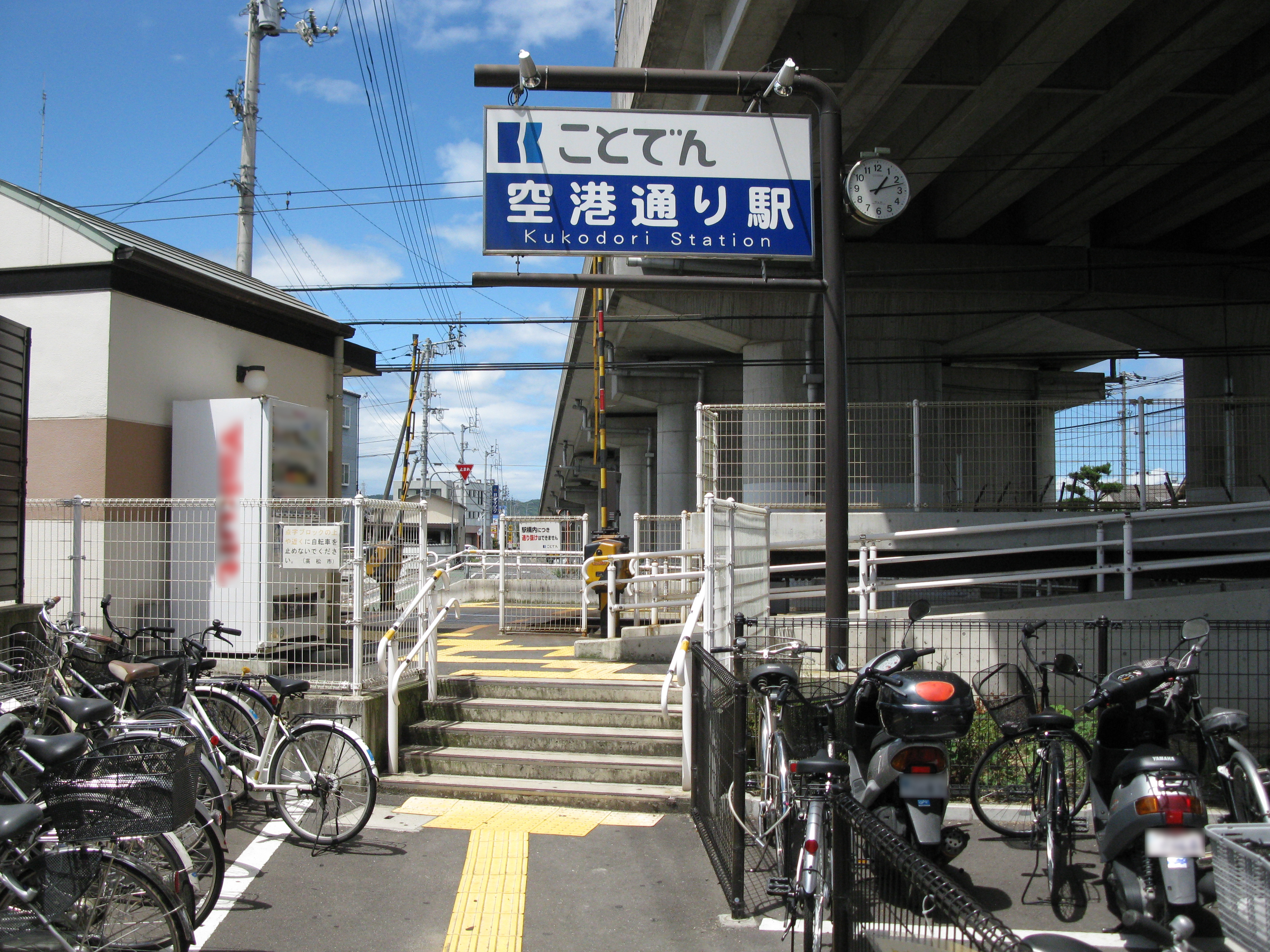
駅入り口と構内踏切
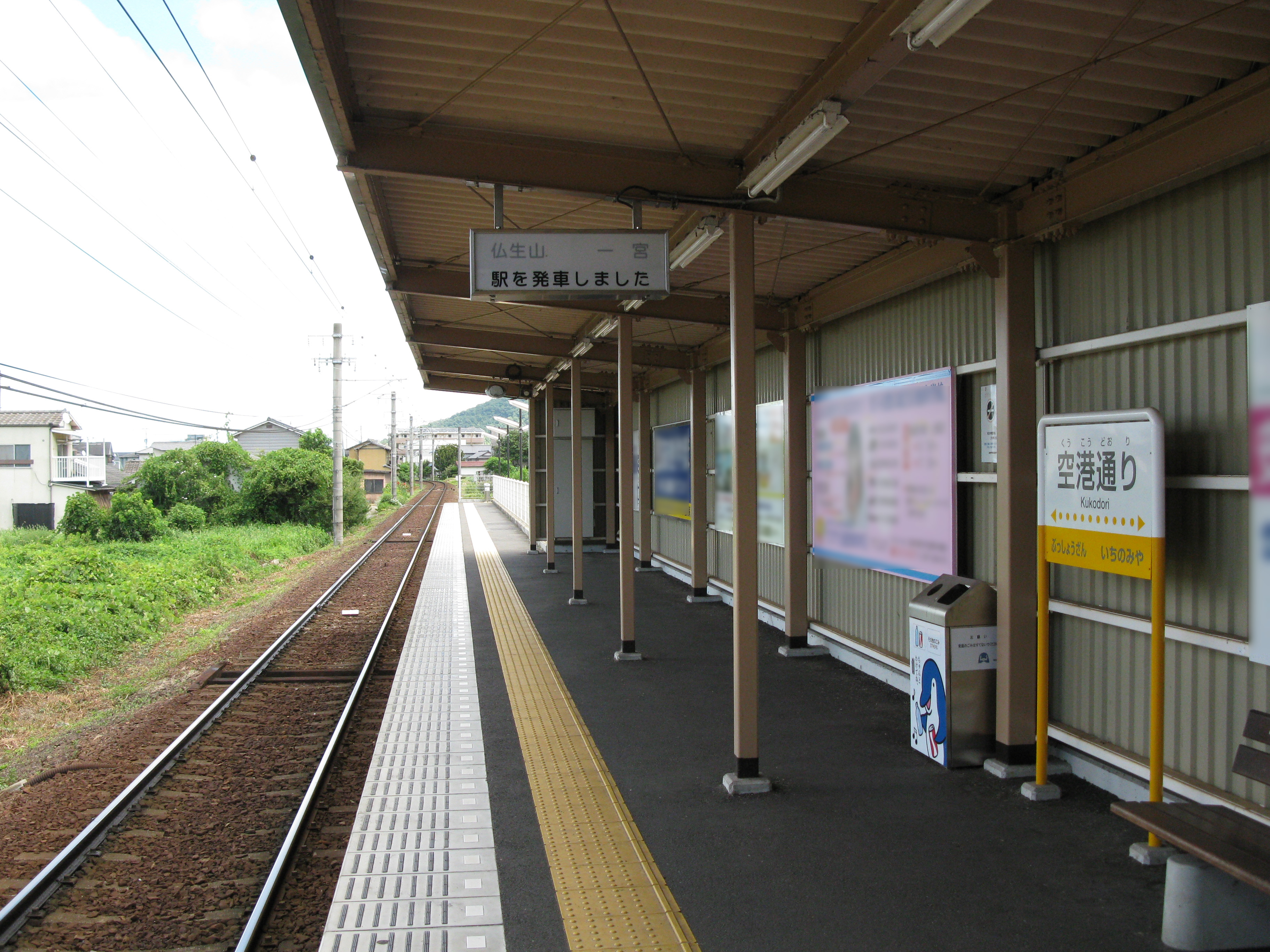
ホーム　一宮方より